# Будки (Черкаський район)
Будки́ — село в Україні, у Черкаському районі Черкаської області, у складі Балаклеївської сільської громади. Розташоване на лівому березі р. Сріблянки. У селі мешкає 1160 людей.

## Історія села Будки

### Утворення
Хутір Будки утворився від селян-утікачів, які тікали від панщини. Вони вирішили оселитися біля лісникової будки. І до цього часу в Будківському лісі є садки які по собі залишили предки сучасних будківчан. Через десятки років, коли люди освоїлися на новому місці, граф Бобринський перегнав всіх жителів з хутора на інше місце (по невідомій причині), а той хутір, який вони покинули стали називати «Будки». Це відбулося в 1807 році. Перегнано було 180 осіб. Пізніше граф Бобринський поселив разом з вигнанцями ще 120 чоловік — це були робітники костопальні, заводу та «механічної» вулиці. Цей куток досі називають «костопальнею».

### Будки як самостійне селище
До 1918 року с. Будки було приєднане до Костянтинівської управи, а в 1918 відокремилося в самостійне село.
За організацію виступів проти поміщиків, в 1902 році графом Бобринським були вислані в Сибір на вічне заслання з села Будки три людини: Березняк Терешко Іванович, Березняк Дорош Уласович та Панченко Іван Григорович.
Культурний рівень селища був дуже низьким. Доросле населення села було майже неписьменне. Людей з вищою, ба навіть середньою не було зовсім. Переважно чоловіки навчалися в церковно-приходській школі с. Костянтинівка. Але потім той самий граф Бобринський вирішив покращити культурний стан села. Він побудував школу, дитсадок, проклав дорогу, яка збереглася до сьогодні.

### Село Будки під час війни
Особливий патріотизм населення виявився в дні Німецько-радянської війни. Всього в ряди радянської армії мобілізували 133 людини, з них 23 чоловіки героїчно боролися в лавах армії, 5 чоловік були льотчиками. Всі бійці мали урядові нагороди за бойові заслуги.
Під час тимчасової окупації в с. Будки було організовано підпільну комсомольську групу, яка активно боролася з німецькими окупантами в тилу ворога. Очолював цю групу Костенко С. К. Брати Костенко Сергій і Іван та Березняк Анатолій підтримували зв'язок з партизанським загоном Грозного. Вони організували молодь і направляли її в ліс до загону, діставали для них зброю. В загоні молодь отримувала завдання та вказівки по підриву ешелонів. Березняк Анатолій під час виконання завдання був заарештований німцями і замучений в гестапо, але нікого з товаришів не видав.

### Реабілітація після війни
Збитки, нанесені селу під час окупації в суму 27 000 карбованців, (згідно з цінами 1968 року). Спалено 8 господарств повністю. Приміщення школи та колгоспу частково зруйновані, інвентар знищено повністю. Також по всьому селищі було знищено огорожі та садки.
Після війни в колгоспі села Будки були побудовані нові приміщення, була створена тракторна бригада, у якій були всі необхідні механізми для обробітку ґрунту. Колгоспники добилися високих показників врожаю зернових та технічних культур. В 1968 році було одержано 60 центнерів кукурудзи. Значно зріс та покращився культурний рівень села. Відбудовано школу, «клуб», дитсадок, бібліотеку, медпункт, 2 кіоски.

### Сучасний стан села Будки
З 1990 року село Будки повністю газифіковано, проведено нову лінію електромережа телефон. В селі є клуб, бібліотека, медпункт, 3 магазини, дитячий садок.

## Населення

### Мовний склад
Рідна мова населення за даними перепису 2001 року:
| Мова       | Чисельність, осіб | Доля     |
| ---------- | ----------------- | -------- |
| Українська | 1 391             | 97,75 %  |
| Російська  | 32                | 2,25 %   |
| Разом      | 1 423             | 100,00 % |

## Галерея

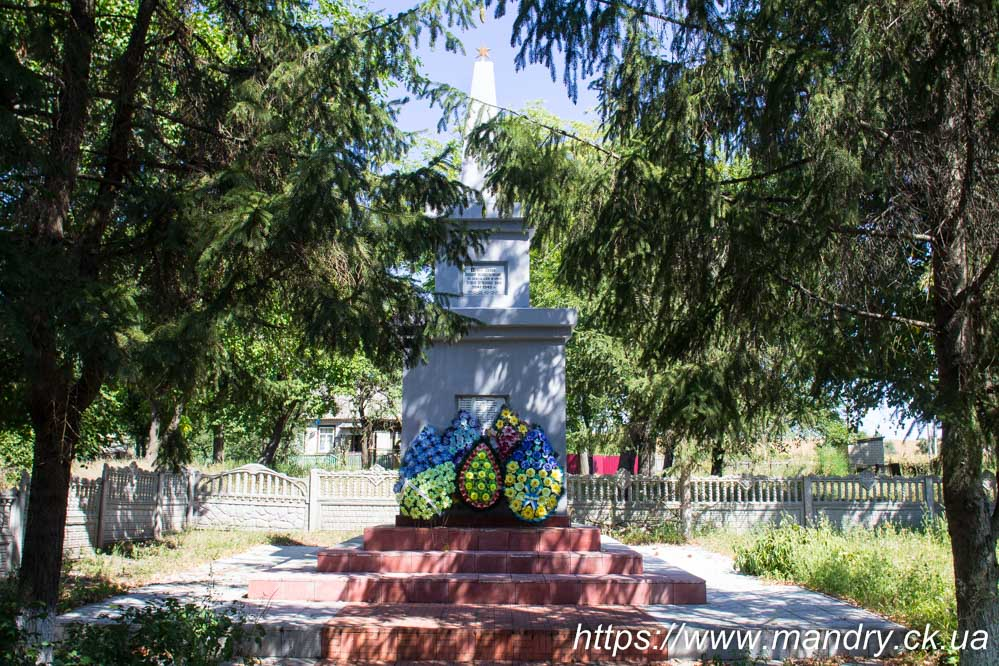
Пам'ятник воїнам-односельцям
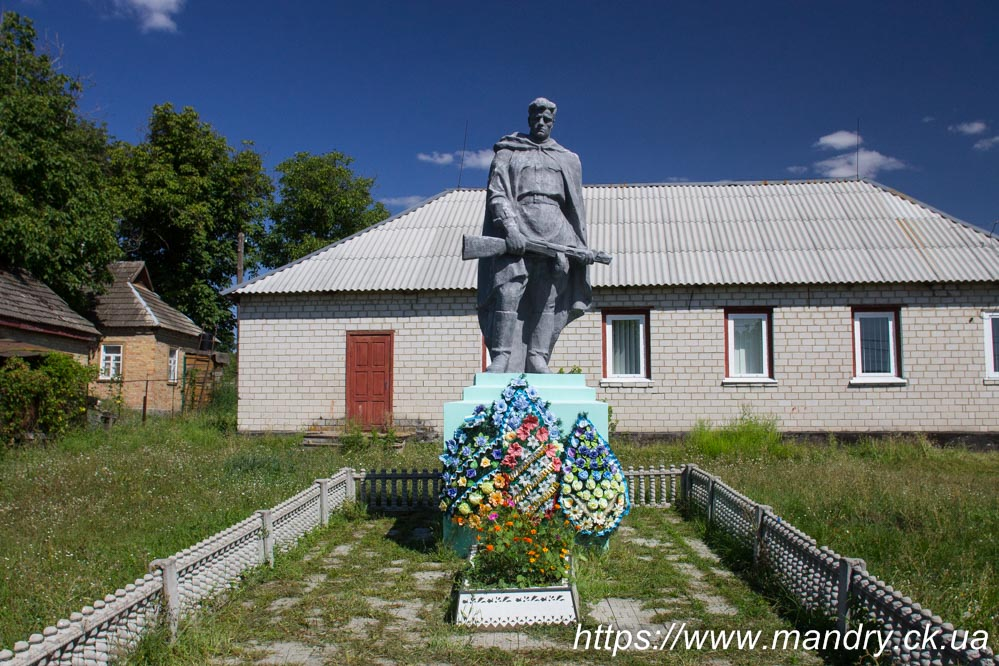
Братська могила радянських воїнів